# 座喜味彪好
座喜味 彪好（ざきみ たけよし、1926年4月29日 - 2024年6月17日）は、日本の経営者。沖縄電力社長、会長を務めた。沖縄県出身。

## 経歴
1954年に東京大学農学部を卒業し、1956年にアメリカのミネソタ大学院を修了。琉球政府、沖縄開発庁での勤務を経て、1979年1月に沖縄県副知事に就任し、1983年6月には沖縄銀行頭取に就任した久手堅憲次の後任として、沖縄電力社長に就任。1989年6月に会長に就任し、1995年6月に相談役に就任。
2024年6月17日、老衰のため名護市内で死去した。98歳没。